# Johann Carl Sebastian
Johann Carl (Carol) Sebastian (* 13. Oktober 1678 in Rinteln; † 17. Februar 1756 ebenda) war ein deutscher Gold- und Silberschmied, Ratsbeisitzer und Kirchenprovisor in Rinteln. Er entstammt einer bekannten Goldschmiedefamilie in Rinteln.

## Leben
Johann Sebastian wurde als Sohn des Gold- und Silberschmieds Jürgen Anton Sebastian und der Anna Katharina Sievekind 1682 in Rinteln geboren. Er heiratete dort die Fechtmeistertochter Katharina Margaretha Greve, hatte mit ihr 7 Kinder und übte sein Handwerk als Gold- und Silberschmied bis zu seinem Tod 1756 in Rinteln aus. Zudem war er ein einflussreiches Ratsmitglied und Pfarrprovisor in Rinteln.

## Werk
Es sind mehrere Werke seiner Werkstatt erhalten geblieben, darunter Abendmahlskannen, Silberlöffel und eine Oblatendose. Die Stücke sind in der Regel mit dem Monogramm ICS punziert.